# Antoine Drolet
Pour les articles homonymes, voir Drolet.
Antoine Drolet (né le 29 mars 1940 aux Écureuils, aujourd'hui partie de Donnacona, et décédé le 26 septembre 2019 à Québec) est un homme politique québécois. Il a été le député de la circonscription de Portneuf pour le Ralliement créditiste du Québec de 1970 à 1973.

## Biographie
Fils d'une famille de 14 enfants, Antoine Drolet a grandi dans un milieu agricole. Son père était un organisateur politique « bleu », appuyant l'Union nationale au Québec et le Parti conservateur à Ottawa, impliqué également au niveau municipal et de sa commission scolaire. Après des études primaires aux Écureuils et à Donnaconna, Antoine Drolet suivra un cours classique à Québec pendant 3 ans. Il s'impliquera ensuite dans le milieu des coopératives agricoles. Intéressé très tôt par la politique, il travaillera en étroite collaboration avec un gérant de coopérative, Roland Godin, qui deviendra son mentor en politique. Ce dernier deviendra, quelques années plus tard, député créditiste fédéral dans la circonscription fédérale de Portneuf, dans l'équipe de Réal Caouette.
Il est vite nommé président de la jeunesse créditiste, de 1961 à 1970. Il travaillera également comme organisateur créditiste dans sa région, pour les élections fédérales de 1962, 1963 et 1965.